# Feigeana
Feigeana is een monotypisch geslacht van schimmels in de familie Roccellaceae. Het bevat alleen Feigeana socotrana.